# Marzec 2011

## 1 marca
W Polsce po raz pierwszy obchodzono nowe święto państwowe – Narodowy Dzień Pamięci „Żołnierzy Wyklętych”.

## 3 marca
- W wieku 98 lat zmarła Irena Kwiatkowska, polska aktorka[2].
- Zmarł James L. Elliot, amerykański astronom, odkrywca pierścieni Urana[3].

## 4 marca
- Satelita NASA o nazwie Glory uległ zniszczeniu wskutek nieodłączenia się osłony aerodynamicznej rakiety podczas startu. Straty wyceniane są na 464 miliony dolarów amerykańskich.[4][5]

## 6 marca
- W Estonii odbyły się wybory parlamentarne[6].

## 8 marca
- W Fajsalabadzie doszło do zamachu bombowego przy pomocy samochodu-pułapki umieszczonego na stacji paliw (CNG). Śmierć poniosło co najmniej 25 osób.[7][8]

## 9 marca
- Wahadłowiec Discovery lądowaniem na Florydzie zakończył swoją ostatnią misję. Jego kadłub zostanie wystawiony w muzeum.[9]
- Enda Kenny objął stanowisko premiera Irlandii[10].

## 10 marca
- W chińskiej prowincji Junnan doszło do trzęsienia ziemi[11].

## 11 marca
- U wybrzeży Japonii miało miejsce trzęsienie ziemi o najwyższej zanotowanej w tym kraju magnitudzie 9,0 w skali Richtera. Wstrząsy wywołały 10-metrową falę tsunami.[12]

## 12 marca
- Mahamadou Issoufou zwyciężył w drugiej turze wyborów prezydenckich w Nigrze[13].

## 13 marca
- Yayi Boni uzyskał reelekcję w wyborach prezydenckich w Beninie[14].

## 18 marca
- Rada Bezpieczeństwa ONZ uchwaliła rezolucję wprowadzającą nad objętą wojną Libią strefę zakazu lotów. Rosja, Chińska Republika Ludowa, Indie, Brazylia i Niemcy wstrzymały się od głosu.[15]
- Sonda kosmiczna MESSENGER weszła na orbitę Merkurego, stając się pierwszym sztucznym satelitą tej planety[16].

## 19 marca
- Ogłoszono rozpoczęcie lotniczej i morskiej operacji wojskowej w Libii. Po wiadomościach o lotach zwiadowczych poinformowano o otwarciu ognia do czołgów i transporterów opancerzonych sił Mu’ammara Kaddafiego przez francuskie lotnictwo. Wkrótce powiadomiono o amerykańskim i brytyjskim ostrzale celów naziemnych z morza przy użyciu 112 rakiet Tomahawk.[17][18]

## 22 marca
- Operacja w Libii: lotnictwo amerykańskie straciło jeden myśliwiec F-15E Strike Eagle, jako powód podano usterkę mechaniczną. Obaj piloci katapultowali się i zostali ewakuowani przez amerykański oddział ratunkowy, doszło przy tym do ostrzelania przyjaznych Libijczyków.[19][20]

## 23 marca
- W wyniku odrzucenia przez opozycję proponowanego pakietu oszczędnościowego, premier Portugalii José Sócrates podał swój mniejszościowy rząd do dymisji[21].
- W wieku 79 lat zmarła Elizabeth Taylor, amerykańska aktorka[22].

## 24 marca
- Syryjskie służby policyjne otwarły ogień do antyrządowych manifestantów w co najmniej sześciu miejscowościach, w tym w Darze i na przedmieściach Damaszku. Nieznana była liczba zabitych, mówiono o nawet ponad stu ofiarach śmiertelnych w samej Darze.[23][24]
- Trzęsienie ziemi w Mjanmie o sile 6,8 stopnia zabiło 75 osób[25].

## 25 marca
- Sejm Polski z niewielkimi poprawkami przyjął rządowy projekt zmniejszający składki emerytalne przekazywane do Otwartych Funduszy Emerytalnych z 7,3% do 2,3% pensji brutto, ze stopniowym wzrostem do 3,7%. Ustawa została przekazana do Senatu, jej wejście w życie zapisano na 1 maja 2011 roku.[26][27]
- Mniejszościowy rząd konserwatysty Stephena Harpera otrzymał głosami liberałów i bloku quebeckiego (stosunkiem 156 : 145) bezprecedensowe wotum nieufności prowadzące do przyspieszonych wyborów parlamentarnych w Kanadzie. Po raz pierwszy w historii Kanady za powód uznano okazanie parlamentowi lekceważenia i wzgardy.[28][29]

## 31 marca
- NATO oficjalnie przejęło pełne dowództwo nad operacją wojskową w Libii. Operacją dowodził  gen. kanadyjskich sił powietrznych Charles Bouchard z regionalnego centrum połączonego dowództwa sił NATO w Neapolu.[30]